# Audifax Ndabitoreye
Audifax Ndabitoreye är en politiker i Burundi, som ställde upp som oberoende kandidat i presidentvalet 2015. Den 6 maj arresterades han i samband med att han deltog i ett möte med ministrar från Östafrikanska gemenskapen, vilket hölls på ett hotell i Bujumbura med anledning av de oroligheter som uppstått i Burundi inför Presidentvalet.